# 에다 사부로
에다 사부로(江田三郎, 1907년 7월 29일 ~ 1977년 5월 22일)는 2선 참의원 의원, 4선 중의원 의원을 지낸 일본의 정치인이다. 일본사회당과 사회민주연합 소속이었다.

## 생애
1907년 7월 오카야마현에서 우동·소바 제조 도매업을 하는 가정에서 태어났다[가게 이름은 시카야(志賀屋)라고 한다]. 누나와 자형의 도움으로 경성의 선린상업학교(현 선린인터넷고등학교)에서 공부했다. 고등학교에서 수학여행으로 일본에 돌아왔을 때 일본인이 조선에서 얼마나 건방진지를 깨닫고 식민 지배에 대한 공부를 위해 고베고등상업학교(현 고베 대학)에 진학했다.
여기서 노농파의 마르크스주의 경제학에 흥미를 느껴 사회주의를 배우기 위해 1929년 관립 도쿄상과대학(현 히토쓰바시 대학)으로 전학갔다. 거기서 강좌파 마르크스 경제학자 오쓰카 긴노스케로부터 가르침을 받았다. 하지만 다니가와다케에서 조난을 당해 늑막염에 걸려 요양을 하고자 귀향했다가 본과 2학년 때 대학을 중퇴하게 된다. 이후 전국대중당에 입당하여 오카야마현 남부에서 농민운동을 지도하게 되며 1932년 일농중앙위원, 1934년 전농 오카야마현 서기장에 취임했다.
1937년 오카야마현의회 의원에 당선되었지만 다음해 인민전선 사건에 연루되어 검거되어 복역했다. 1940년 출소하여 장의회사에서 일하다가 중국으로 건너가 개척사업에도 종사했다. 이 사건과 관련하여 훗날 데즈카 오사무의 만화 작품 《아돌프에게 고한다》에 오우치 효에와 함께 에다의 이름이 대사에 등장한다.

### 정치 활동
전쟁이 끝난 뒤 일본에 돌아왔으며 1946년 사회당에 입당하여 좌파 활동가로 두각을 나타내기 시작했다. 1950년 참의원 의원으로 당선되었고 다음해 사회당이 좌우로 분열되자 좌파 사회당에 속했다. 이때 좌파 일간지로 「사회 타임스」를 창간해 직접 전무로서 경영에 참가했지만 경영진이 모두 아마추어인지라 금새 경영난에 빠져 도산하고 만다. 이때 사회타임스 경영에 끌어들인 와다 히로오가 회사 빚의 일부를 떠안는 형태가 되었는데 이는 후일 와다와 반목하게 되는 원인이 된 것으로 알려져 있다.
1958년 스즈키 모사부로 위원장 밑에서 조직위원장이 되어 당 조직의 근대화와 활동가의 처우 개선에 힘을 쏟아 젊은 활동가들로부터 절대적인 신뢰를 얻었다. 1960년에는 서기장에 취임했으며 같은 해 10월 아사누마 이네지로 위원장이 암살되자 위원장 대행을 맡아 그해 총선을 지휘했다. 3당 대표 텔레비전 토론회에서도 사회당 대표로 출연했으며 온화한 말투로 시청자들에게 좋은 인상을 남겨 국민적 인기도 얻었다.

### 에다 비전과 구조개혁론
1960년 총선 무렵 에다는 구조개혁론을 사회당의 노선의 축으로 삼고자 했다. 이는 일본 사회의 개혁을 거듭하여 사회주의를 실현하고자 한 온건한 사고방식으로 지금까지 권력 획득의 과정이 애매했던 평화혁명론을 보강하기 위한 것이었다. 그러나 노농파 마르크스주의에 집착하던 사회주의협회가 구조개혁론에 반발하고 에다를 비롯한 젊은 활동가들의 대두를 두려워한 스즈키, 사사키 고조 등도 구조개혁론의 반대를 외치기 시작했다.
1962년 도치기현 닛코시에서 열린 사회당 전국활동가회의에서 강연했을 때 사회당 주도로 종래의 일본이 목표로 삼을 미래상으로 미국의 평균적 생활 수준, 소련의 철저한 생활 보장, 영국의 의회제 민주주의, 일본국 헌법의 평화주의 등 네 가지를 들면서 이것들을 종합적으로 조정하여 나아갈 때 대중과 연합한 사회주의가 탄생할 수 있다고 주장했다. 이것이 이른바 에다 비전이다. 에다 비전은 곧바로 신문에 의해 보도되어 화제가 되었으며 에다는 잡지 『이코노미스트』에 이 강연을 바탕으로 한 논문을 발표하여 여론의 압도적 지지를 받았다.
하지만 민주사회당의 니시오 스에히로가 1962년 11월 에다 비전을 지지하자 사회당 내 좌파가 반발했다. 사사키가 『새로운 사회주의를 위해』 31호에서 에다 비전을 민사당과 다를 게 없다고 비판한 것이다. 사회당 내에서는 종래의 사회주의의 해석을 일탈했다는 비판 결의가 채택되었고 결국 에다는 서기장을 사임하고 조직국장으로 이동했다. 그후 가와카미파 및 와다파와 함께 에다는 구조개혁파를 형성하여 사사키파와 권력 투쟁을 이어갔다. 하지만 1963년 총선에서 오카야마 제1구에 에다와 와다 두 사람이 모두 출마하려고 하여 두 사람 간의 충돌이 있었고 이 때문에 와다파와의 제휴는 잘 진행되지 못했다. 에다는 결국 오카야마 제2구로 옮겨 출마하게 된다.
한편, 같은 해 에다 비전의 반향을 위협이자 위기라고 여긴 자유민주당의 이시다 히로히데가 집필한 「보수 정치의 비전」이 『주오공론』에서 발표되었다.
1966년 위원장 선거에 출마한 에다는 근소한 차이로 사사키에게 패배했다. 다음 해에는 부위원장, 1968년에는 다시 서기장이 됐지만 이 무렵 사회당은 좌파와 우파의 파벌 항쟁으로 인해 조직이 피폐해졌고 민간 기업들은 노사 협조 노선을 확대하여 사회당의 지지 기반도 무너져갔다. 1969년 총선에서는 사회당이 기존의 140석에서 90석으로 의석수가 격감하는 대참패를 당하게 된다.

### 사회당 탈당과 죽음
1970년 위원장 선거에서도 패배한 에다는 민사당 및 공명당과 연립한 사공민 노선을 통한 정권 획득을 주장했으나 나리타 도모미 위원장 등은 일본공산당까지 포함한 전 야당 공동 투쟁을 주장하여 에다의 주장에 귀를 기울이지 않았다.
자민당이 록히드 사건으로 크게 흔들리던 1976년, 사공민 노선을 추진하기 위해 에다는 야노 준야 공명당 서기장 및 사사키 료사쿠 민사당 부위원장 등 양당의 실력자들과 함께 「새로운 일본을 만드는 모임」을 설립했다. 하지만 이는 사회당 내 좌파인 사회주의협회 활동가들의 역린을 건드린 셈이 되었다. 같은 해 12월 총선에서 에다는 낙선했고 다음해 당대회에서는 사회주의협회 활동가들의 규탄을 받았다. 이에 절망한 에다는 사회당을 탈당하고자 했으나 탈당계가 수리되지 않고 오히려 제명 처분을 받게 되었다.
1977년 3월 간 나오토 등과 함께 사회시민연합을 결성해 그해 예정된제11회 일본 참의원 의원 통상선거에 전국구로 입후보하겠다고 표명했으나 병마가 에다를 덮쳐 결국 5월 22일 폐암으로 69세로 사망했다. 그를 대신하여 아들 에다 사쓰키가 급하게 출마하여 2위로 당선됐다.

## 역대 선거 기록
|  | 28.84% |

|  | 31.72% |

|  | 21.94% |

|  | 19.38% |

|  | 12.49% |

|  | 15.66% |

|  | 11.42% |

## 참고 문헌
- 에다 사부로 『새로운 정치를 지향하다』 (1977년, 日本評論社)
- 『에다 사부로 그 로망과 추상』 (1979년, 同刊行会編)
- 시오타 우시오 『에다 사부로 시대를 앞선 개혁가』 (1994년, 분게이슌주) ISBN 4163484701
- 『신정 정치인 인명 사전 메이지~쇼와』 (2003년, 日外アソシエーツ) - 96항
- 기타오카 가즈요시 『정치인의 인간력 에다 사부로에의 편지』 (2007년, 明石書店) ISBN 4-7503-2636-4